# Inoreader
InoreaderはウェブブラウザやiOS、Androidに対応したRSSフィードリーダーである。フィードの取得、他のユーザーとの共有などの機能を備える。2013年に初版がInnologicaによって公開された。

## 歴史
2012年、Innologica Ltd.を共同設立したIvo DjokovとYordan Yordanovは、Googleリーダーのサービス終了の噂をきっかけにInoreaderの開発を始めた。RSSフィードやコンテンツの収集に加え、ソーシャルメディアを統合してパワーユーザー向けのプラットフォームを目指した。2013年にRSSとAtomの両方をサポートする正式版がBasic、Plus、Professionalの3つのプランでリリースされた。
初版のリリース後には数人の開発者がInoreaderの開発に参加し、Innologicaは外部の開発者向けにAPIを公開した。

## インターフェース
インターフェースは数回の変更を経て様々なデバイス向けに最適化された。サービスの利用には登録が必要であり、フィードは定期的に取得される。2013年後半、Inoreaderはユーザー体験とデザインをアップグレードした。フィードリーダーの基本機能とは別に、以下のような機能を提供する。
- 内部ルールを使用した特定のタスクの自動化
- 後で読むためのウェブページの保存[2]
- 購読していないフィードを含めた検索[7]
- 特定のキーワードのモニタリング
- フォルダによるフィードの整理とタグ付け[8]
- 他のフィードリーダーからの手動インポート
- 記事のコンテンツの表示
- PDFダウンロード
- ソーシャルメディアへ、またはプラットフォーム内での共有
- 購読したコンテンツの完全なアーカイブ

### コンテンツの整理
設定メニューでは、インターフェースや機能のより細かいカスタマイズが可能である。リストを日付または関連性で並べ替えたり、フィードとフォルダーのレイアウトを選択することができる。フォルダはフィードの整理に、タグは個々の記事を整理するのに役立つ。

### Android、iOSアプリ
2013年7月、InoreaderのAndroidアプリがリリースされ、2014年7月にはiOSアプリがリリースされた。アプリは無料だが、使える機能はアカウントの種類によって異なる。フィードの情報はアカウントで同期されるため、ユーザーはブラウザ版で未読の記事にアプリからアクセスできる。2016年2月の時点で、Google Playで5段階中4.3、iTunesで5段階中5の評価を獲得している。

### ブラウザ用拡張機能
2013年4月、InnologicaはGoogle Chrome、Safari、Firefox、Opera向けの拡張機能をリリースした。ユーザーは拡張機能を使用して、フィードを購読したり、ウェブページを保存したりできる。Chromeウェブストアでは5段階中4.79の評価を得ている。

## 評価
初期のレビューは殆どが肯定的なものだった。これはUIがGoogleリーダーによく似ており、Googleリーダーの主要な代替サービスの1つと見なされたためである。さまざまな機能が高く評価されており、そのほとんどは無料のBasicプランに含まれているが、使用には制限がある。2015年、Innologicaは収益化のために広告を導入した。これは当初ユーザーから批判されていたが、同社は後にプランのアップグレードによって広告を削除できると発表した。